# Turbonilla postacuticostata
Turbonilla postacuticostata is een slakkensoort uit de familie van de Pyramidellidae. De wetenschappelijke naam van de soort is voor het eerst geldig gepubliceerd in 1892 door Sacco.